# Сига, Наоя
Наоя Сига (яп. 志賀 直哉 Сига Наоя, 20 февраля 1883 года — 21 октября 1971 года) — японский автор рассказов, романист, драматург. Представитель литературной группы «Сиракаба».

## Биография и творчество
Наоя Сига происходил из потомственной семьи самураев. В 6 лет был отдан в Школу пэров, где учился небрежно, дважды оставался на второй год. В 1907 году Наоя влюбился в одну из служанок семейства Сига и решил на ней жениться. Однако родственники воспротивились этому, и девушка была выслана в родную деревню. Данная ситуация привела к разрыву его дружеских отношений с Утимурой Кандзо, осуждавшем связь с точки зрения христианской морали.
Год спустя, когда отношения в семье обострились ещё больше, Наоя бросил учёбу в Токийском университете с намерением посвятить свою жизнь литературе. Тогда же был опубликован первый его значительный рассказ — «До Абасири» («Абасири мадэ»), в котором герой сталкивается в поезде с молодой женщиной и двумя её детьми, едущими на Хоккайдо к главе семейства.
В 1912 году в журнале «Тюокорон» был издан автобиографический рассказ «Оцу Дзюнкити», в котором Наоя Сига описывал членов своей семьи, занятия философией с Утимурой Кандзо и историю со служанкой. После последовавших за этим обвинений со стороны отца в неподобающем поведении и плохом влиянии на сестёр и брата, Наоя переехал сначала в другой район Токио, затем в маленький городок Ономити, а следом в Киото. Там он в декабре 1914 года, даже не спрашивая мнения отца, женился на вдовствующей кузине Санэацу Мусянокодзи. Новая ссора с родителем приводит к тому, что Наоя Сига отказался от наследства.
В 1916 году Наоя Сига переехал в город Абико недалеко от Токио. Тогда же у него умерла двухмесячная дочь; через год с небольшим родилась вторая. Родные старались примирить отца с сыном, последним толчком к этому стала болезнь бабушки. Впоследствии, в 1917 году, Наоя Сига в своём рассказе «Примирение» («Вакай») описал перипетии, связанные с данным вопросом. Как отмечают японские литературоведы, «Оцу Дзюнкити», «Примирение» и написанный в 1920 году рассказ «Смерть старшей сестры» («Ару отоко соно анэ-но си») составляют трилогию, рассказывающую о конфликте отца и сына.
Вершиной творчества писателя стал его единственный роман «Путь во тьме ночи» («Анъя коро»), задуманный в 1912 году, но первая часть которого увидела свет только в 1921 году. В 1922—1928 годах роман выходил отрывками, после чего Сига на девять лет забросил над ним работу. В 1937 году произведение было закончено. Роман содержит элементы биографии своего автора.
Главный герой «Пути во тьме ночи» — мечтающий стать писателем Кэнсаку Токита — женится девушке, с которой он познакомился в Киото — Наоко. У пары рождается сын, но вскоре он умирает; Наоко же изменяет мужу с его двоюродным братом. Кэнсаку прощает Наоко, но оставляя вновь беременную жену, уезжает в монастырь на горе Дайсэн, где простужается. Наоко сообщают о болезни, и она приезжает его проведать. Очнувшийся после сна Токита видит как она сжимает его руку. По словам японоведа Нины Чегодарь, «Кэнсаку смотрит на неё таким нежным, полным любви взглядом, которого она до того не видела ни у одного человека. Эта немая сцена красноречивей любых объяснений».
Среди рассказов писателя неавтобиографического характера Нина Чегодарь называет одним из лучших «Старика» («Родзин», 1911 год), читая который, по её словам, «остаётся только удивляться, как он мог в этом возрасте [28 лет] так хорошо понять и прочувствовать общечеловеческую драму старения и смерти». Главный герой рассказа — овдовевший в 54 года — женится на молодой женщине. Спустя два года он уходит со своей должности в отставку, оставаясь в роли консультанта, но в 65 лет отказывается и от этого. Вскоре его вторая жена умирает от туберкулёза, и он находит любовницу, чей возраст близок к возрасту его старшей внучки. Та начинает с ним жить, и старика не беспокоит даже наличие у неё любовника. Женщина вместе с его детьми и внуками продолжает о нём заботится, пока тот не умирает на старости.
Также Наоя Сига является автором нескольких пьес.